# (35685) 1999 BT11
1999 BT11 (asteroide 35685) é um asteroide da cintura principal. Possui uma excentricidade de 0.06157800 e uma inclinação de 1.20204º.
Este asteroide foi descoberto no dia 21 de janeiro de 1999 por ODAS em Caussols.